# Westerhope
Westerhope – dzielnica miasta Newcastle upon Tyne, w Anglii, w Tyne and Wear, w dystrykcie metropolitalnym Newcastle upon Tyne. Leży 6.4 km od centrum miasta Newcastle upon Tyne i 402.4 km od Londynu. W 2011 roku dzielnica liczyła 9196 mieszkańców.